# Provincia de Ascoli Piceno
Ascoli Piceno (en italiano: provincia di Ascoli Piceno) es una provincia de la región de Marcas, en Italia. Su capital y ciudad más poblada es Ascoli Piceno.
Tiene un área de 2087 km², y una población total de 369.579 hab. (2001). Hay 33 comuni (municipios) en la provincia (fuente: ISTAT, véase este enlace).